# Boglárka Dévai
Boglárka Dévai est une gymnaste artistique hongroise, née à Szombathely le 12 novembre 1999.

## Biographie
Elle remporte la médaille de bronze du saut de cheval des Championnats d'Europe de gymnastique artistique 2017 à Cluj-Napoca puis obtient le titre sur cet agrès aux Championnats d'Europe de gymnastique artistique 2018 à Glasgow.

## Palmarès

### Championnats d'Europe
- Cluj-Napoca 2017
  -  médaille de bronze au saut de cheval
- Glasgow 2018
  -  médaille d'or au saut de cheval